# Телевсесвіт (телеканал)
«Телевсесвіт» — український розважальний телеканал.

## Параметри супутникового мовлення
| Супутник         | Стандарт | Частота, МГц | Швидкість | Поляризація       | Формат зображення | FEC | Кодування |
| ---------------- | -------- | ------------ | --------- | ----------------- | ----------------- | --- | --------- |
| Astra 4A (4.8°E) | DVB-S2   | 12073        | 30000     | H (горизонтальна) | MPEG-4            | 3/4 | FTA       |

## Вміст телеетеру

### Інформаційно-розважальні програми
- «РанОК на Телевсесвіті»[5]

### Гумористично-розважальні програми
- «ВАТА TV»[6]
- «Моцне TV»[7]
- «STAND UP»[8]
- «Діти по дорослому»[9]
- «Дитячі мудрощі»[10]
- «Кулінарне шоу з Богданою Різник»
- «Українське кіно»
- «KingDom Hunter»
- «Грепплінг»

### Інформаційні програми
- «Вікно в Америку»[11]
- «Час-Time»[12]
- «Огляд світових подій»[13]

### Ток-шоу
- «Бути щасливими»[14]
- «VA production life»[15]
- «Під межею»[16]
- «Шанс бути жінкою»[17]
- «… додому»[18]
- «Остання Барикада»

### Музичні програми
- «Жива музика»[19]
- «Кліпографія»
- «Хіт-парад FM-TV»

### Пізнавальні програми
- «Відвідати всі країни»[20]
- «Батьківські поради»[21]
- «Велком2Київ»[22]
- «Речі до речі»
- «Феєрія мандрів»[23]

### Програми для дітей
- «Дитячий ранок онлайн»
- Міжнародний телевізійний Фестиваль-Конкурс «TV Start»[24]
- «Дитячий хіт-парад»
- «Funny Kids»
- «Дитяча супермодель України»

### Інформаційно-аналітичні програми
- «Суб'єктив»[25]
- «Висновки»[26]

### Суспільно-політичні програми
- «Сканер Кочеткова»[27]
- «11 хвилин з …»[28]

## Критика
Моніторинг Національної ради з питань телебачення та радіомовлення показав, що телеканал «Телевсесвіт» не поширював інформацію про День пам'яті Героїв Небесної Сотні 20 лютого 2020 року у повному обсязі, а саме мінімум — раз на дві години.